# Мільфльор

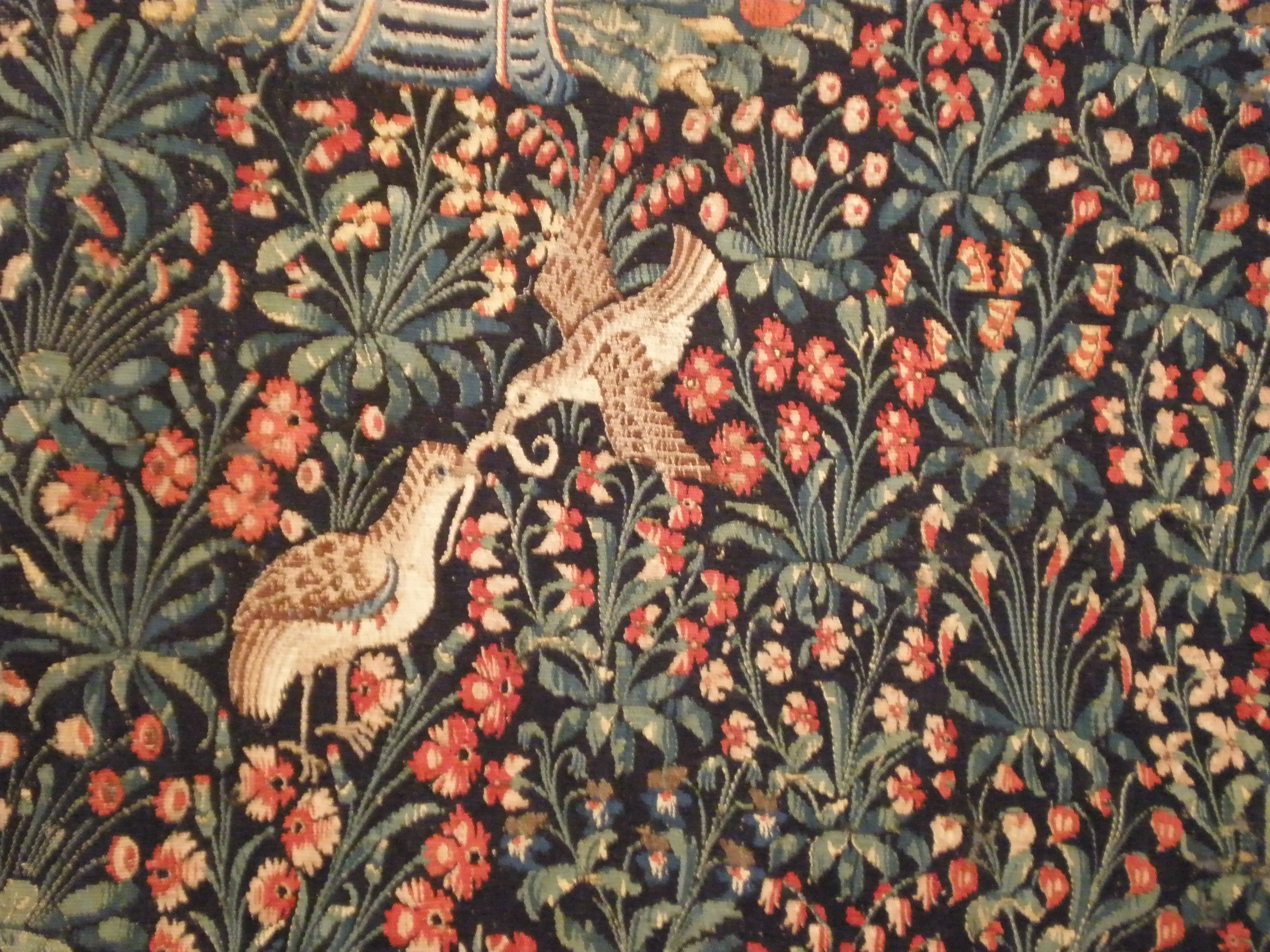
Килим мільфльор з гербом родини Джовіо, фрагмент. 1543 р., Брюгге

Мільфльо́р, мільфле́р (від фр. mille fleurs — «тисяча квітів») — назва різновиду тканих килимів з вовни і шовкових ниток, де фігури зображені на темному тлі, максимально насиченому квітами. Килими виготовлялись нідерландськими і французькими майстрами, починаючи з XV ст.

## Історія й умовності ремесла

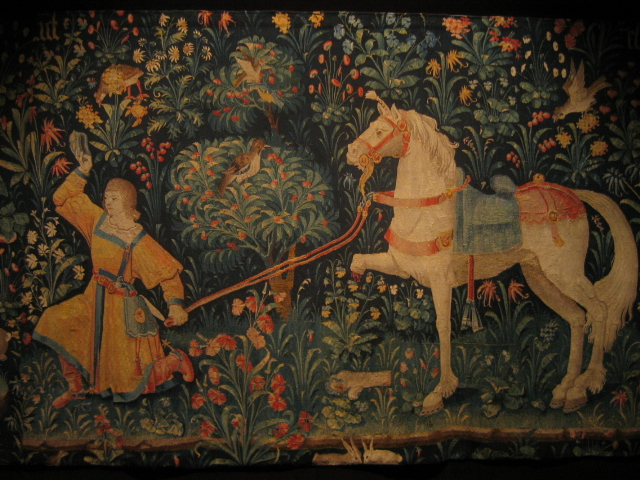
Мільфльор зі св. Елігієм та конем, в котрого вселився диявол, Франція, 15 століття, Бургундія.

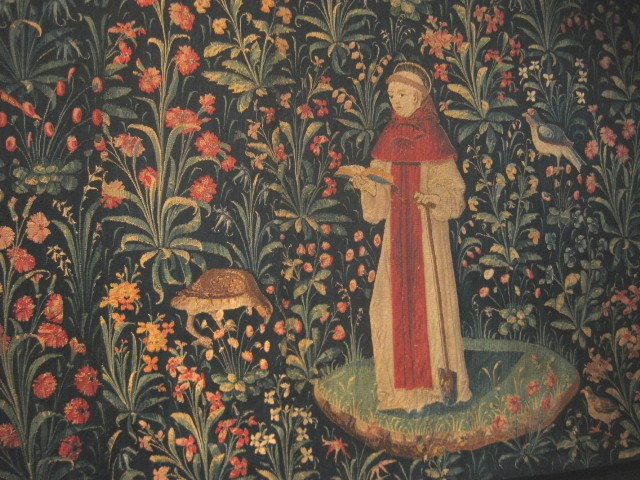
Мільфльор з католицьким ченцем, 15 ст., Франція.

Вважають, що мільфльор з'явився у Франції в 15 столітті. Під час Столітньої війни аби уберігти майстрів килимарства, їх перемістили на південь від Парижа. Так нові центри килимарства виникають в містечках долини річки Луара, де існували королівські замки. Але мільфльори ткали і у Південних Нідерландах, де теж мешкали відомі майстри середньовічного килимарства.
Виробилися особливі риси подібних килимів. Зазвичай тло було або:
- темно-синє
- зелене
- темно-рожеве.
- чорне

Небо — відсутнє. Квіти розкидані знизу уверх так, що не затуляють одне одну, як не буває на реальній галявині. Побудова йде ярусами без використання перспективи, закони якої віднайдуть і використають пізніше. Відсутнє і перспективне скорочення — розміри нижніх квітів збігаються з розмірами верхніх, чого не буває в реальності. Умовний колір на тлі теж не відповідав реальності, але саме на такому тлі найкраще виглядали виткані квіти. Тло було водночас площинним і умовно відтворювало ґрунти галявин з квітами та дрібними тваринами і птахами. Ці умовності закріпилися.
Зазвичай замовлялася серія килимів. Кількість килимів була різною, іноді доходила до 10–12. Процес створення був колективним — картоньєр робив ескіз, інші готували сировину, використовували натуральні барвники, а виконували килим бригади майстрів.

## Еволюція ремесла

Серія «Дама з однорогом», килим «Слух», музей Клюні.

Одним з центрів виробництва килимів був Аррас, фламандське на той час місто. Скорочення попиту на ткинини призвело до переорієнтації виробництва на килими. Аррас у 15 ст. став відомим місцем виробництва мільфльорів. Килим з Аррасу «Лицар верхи» (Монтекют хаус, Велика Британія) характерний саме для цього періоду. Центр килима займає вершник у лицарських обладунках. А тло заткане безліччю квітів. Килими з Арраса мали такий попит, що назва міста дала назву килимам в національних мовах (польська, англійська, італійська, стара українська). Пізніше виробництво у Аррасі занепало і перемістилося у інші центри.
Поступово ускладнюється композиція. Вже на килимах серії «Дама з однорогом» (кінець 15 століття) з'явився умовний острівець темного кольору, де відбуваються головні зміни сюжету. І тло, і острівець традиційно однаково заткані квітами. Але в композицію введені дерева, прапори з гербами, геральдичні звірі разом з тваринами реальними, дама зі служницею. В залежності від назви килиму вельможна дама і служниця демонструють одне з почуттів — зір, слух, дотик, смак та інші. Кожне з почуттів уособлює дія дами і служниці. Так, у килимі «Слух» вельможна дама грає на органі-портативі, а служниця нагнітає повітря в музичний інструмент.
Сукні дами і служниці вийшли з моди до 1513 року, що дозволило точно датувати вироби. Зображення дами не портрет, на кожному з килимів вона різна, як і її сукня. В килимі «Дотик» служниця взагалі відсутня. В залежності від розмірів стіни, де планували вішати килим, створені і їх розміри (тобто розміри — різні).

## Ботанічна ілюстрація
Створенню нового мільфльора передували спостереження за реальними рослинами і замальовки їх. Ботаніки добре розрізняють рослини і квіти на килимах — мільфльорах. Сторінками з зоології постають і зображення дрібних тварин і птахів, де зустрічаються, як свійські і місцеві, так і екзотичні тварини (мавпи, леопарди).
В 16 столітті успіхи в живопису були такими значними, що вплинули і на художників-картоньєрів. В килими прийшли сюжети з живопису доби відродження і маньєризму. Серед зразків останнього — килим «Поліфем» з серії «Аргонавти» (Олеський замок, Україна). Створення килимів мільфльорів скорочується і сходить нанівець.